# Tetraleurodes stirlingiae
Tetraleurodes stirlingiae là một loài côn trùng cánh nửa trong họ Aleyrodidae, phân họ Aleyrodinae.
Tetraleurodes stirlingiae được Martin miêu tả khoa học đầu tiên năm 1999.